# Broen til Biafra
Broen til Biafra er en dokumentarfilm fra 1968 instrueret af Jørgen Vestergaard efter eget manuskript.

## Handling
Borgerkrigen i Nigeria mellem forbundsregeringen og den østlige del af landet Biafra var en total krig, der nærmede sig folkemord. De militære styrker fra begge sider kæmpede skånselsløst. Biafra var fuldstændig isoleret, og befolkningen sultede. Over 3 mio. mennesker var truet af undergang, halvdelen børn. Hver nat blev der ad de nordiske og tyske kirkers luftbro fløjet mad ind til Biafra fra Sao Tome. Hver flyvning sikrede tusinder den nødvendigste føde.